# Gélivation

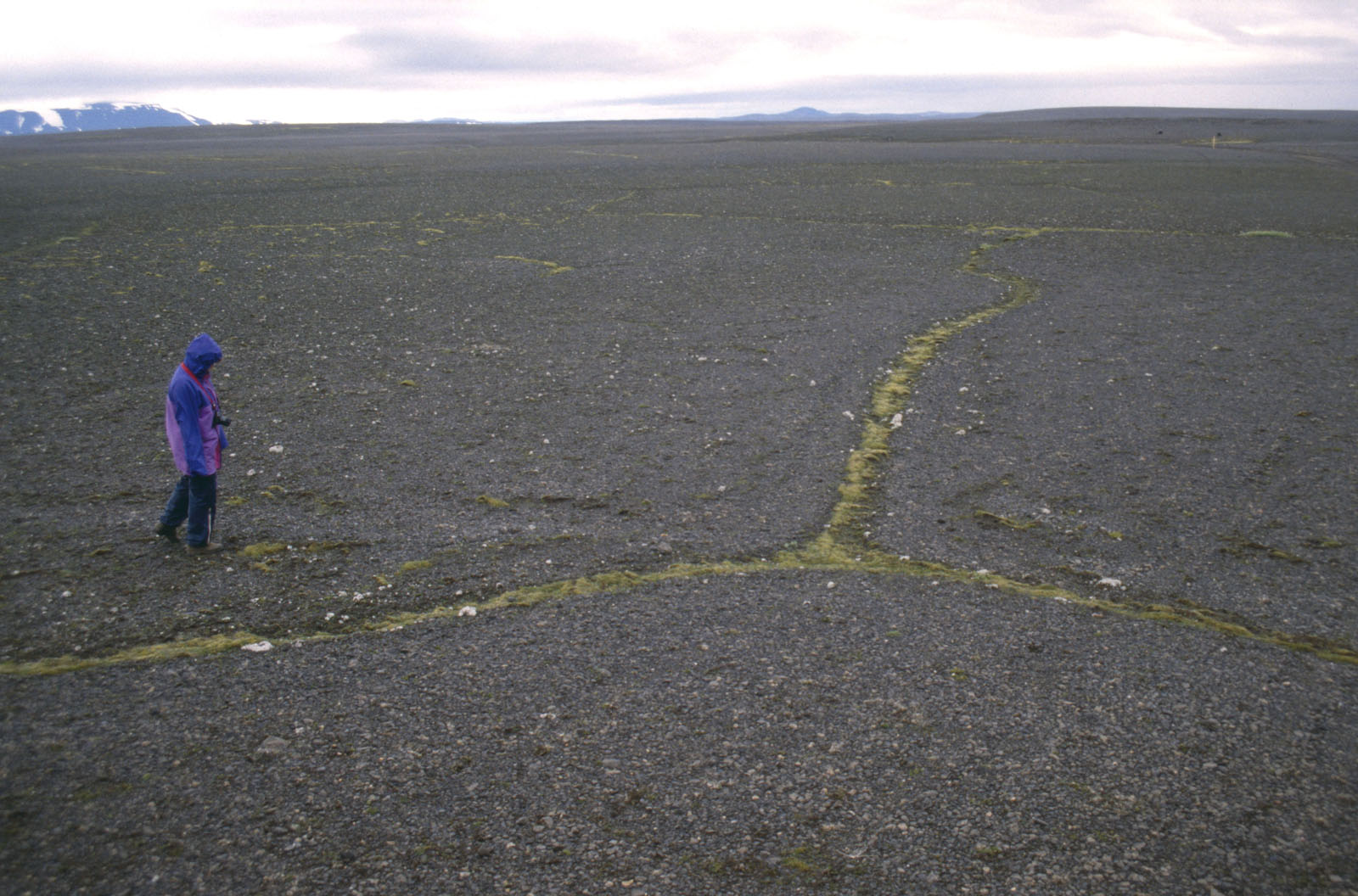
Gélivation d'un sol volcanique en Islande

En géomorphologie, la gélivation désigne l’ensemble des processus périglaciaires de dégradation des roches (gélifraction ou cryoclastie) ou de déformation des sols (cryoturbation) dus aux cycles de gel-dégel de l'eau contenue dans les sols ou les roches.
L'expansion du volume de l'eau contenue dans les pores ou les fissures des roches lors du gel crée des tensions internes au sein des matériaux. Les roches et les sols résistent mal aux contraintes en traction et finissent par éclater ou par se déliter lors de gels intenses. Lorsque la glace fond, elle cesse de cimenter les matériaux qui se désagrègent. L'écoulement de l'eau liquide entraine ensuite les particules de roche ou de sol libérées et contribue ainsi au processus d'érosion mécanique des sols. Le CO2 dont la solubilité augmente dans l'eau froide contribue aussi à l'altération chimique des roches et des sols: dissolution des carbonates (roches sédimentaires calcaires) et carbonatation des silicates (roches ignées, comme le basalte et le granite). 